# Харасавэй (вахтовый посёлок)
Харасавэ́й (с ненецкого — извилистая) — вахтовый посёлок в Ямальском районе Ямало-Ненецкого автономного округа Российской Федерации. Находится на межселенной территории. Официально не имеет статус населённого пункта. 

## Этимология
Посёлок располагается на западном берегу полуострова Ямал, название получил от мыса Харасавэй либо одноименной реки. На ненецком языке Харасавэй означает «извилистая».

## История
В 1976 году у мыса Харасавэй прямо на лёд Карского моря впервые была произведена самовыгрузка оборудования для газовиков с теплохода «Павел Пономарёв», который привёл атомный ледокол «Ленин».
Планируется строительство ветки железной дороги «Обская — Бованенково — Карская» от Бованенково до Харасавэя, что свяжет его со станцией Обская.
Посёлок с 2014 года входит в пограничную зону РФ, которая в пределах ЯНАО установлена в полосе местности шириной 10 км от морского побережья.

## Карты
- Топографическая карта R-42-07_08.